# Trilogia I: To Livadi pu dakrizi
|  | "Eleni (pel·lícula de 2004)" redirigeix aquí. Per a altres significats, vegeu Eleni. |

Trilogia I: To Livadi pu dakrizi és una pel·lícula coproduïda entre Alemanya, França, Grècia, i Itàlia, dirigida per Theo Angelópulos el 2004, i protagonitzada per Alexandra Aidini, Nikos Poursanidis, Giorgos Armenis, Vasilis Kolovós. També ha estat comercialitzada amb el títol Eleni.

## Argument
En 1919, a causa de la invasió d'Odessa per part de l'Exèrcit Roig, alguns refugiats grecs tornen a Tessalònica on aixequen un petit poble al costat d'un riu. Entre ells es troba Eleni, una nena òrfena que és acollida per la família d'Alexis. Ambdós creixen junts i amb el pas del temps s'enamoren però la seva vida no serà un camí de roses. La seva relació es posarà a prova quan les circumstàncies els separin: Alexis no és el marit que han elegit per a Eleni. El seu pare adoptiu es vol casar amb ella, per la qual cosa els dos joves han de fugir, recorrent el país convulsionat per la Guerra Civil Russa, sentint sempre a l'esquena l'alè del pare, un home madur i despitat, que els segueix allà on van, intentant recuperar la que havia de ser la seva esposa.

## Repartiment
- Alexandra Aidini: Eleni
- Nikos Poursanidis: Alexis
- Giorgos Armenis: Nikos
- Vasilis Kolovós: Spyros
- Eva Kotamanidou: Cassandra
- Toula Stathopoulou: la dona al cafè
- Mihalis Giannatos: Zissis, el que toca el clarinet
- Thalia Argiriou: Danae
- Grigoris Evangelatos: el professor

## Comentaris
Eleni és una pel·lícula plantejada pel seu director com la primera part d'una trilogia. El realitzador grec Theo Angelópulos pensa en aquest film com una suma poètica del segle xx, un amor que desafia mentre estableix una mirada visionària i que permet un vincle amb l'actualitat. Tot això amb la figura d'una dona que passa d'adolescent a mare com a element central de la pel·lícula. Alexandra Aidini interpreta Eleni, la protagonista, l'Elena del mite que reivindica l'amor absolut, i Nikos Poursanidis és Alexis.

## Premis i nominacions

### Premis
- 2004. Fipresci a la millor pel·lícula de l'any. Premis de l'Acadèmia del Cinema Europeu

### Nominacions
- 2004. Os d'Or al Festival Internacional de Cinema de Berlín per Theodoros Angelópulos